# Smith Ballew
Sykes Ballew, detto Smith (Palestine, 21 gennaio 1902 – Longview, 2 maggio 1984), è stato un attore statunitense.

## Filmografia parziale
- Palm Springs, regia di Aubrey Scotto (1936)
- L'oro del West (Western Gold), regia di Howard Bretherton (1937)
- Un'avventura hawaiana (Hawaiian Buckaroo), regia di Ray Taylor (1938)
- Fascino del West (Rawhide), regia di Ray Taylor (1938)
- Panamint's Bad Man, regia di Ray Taylor (1938)
- L'agguato degli apaches (I Killed Geronimo), regia di John Hoffman (1950)